# Kasaoka

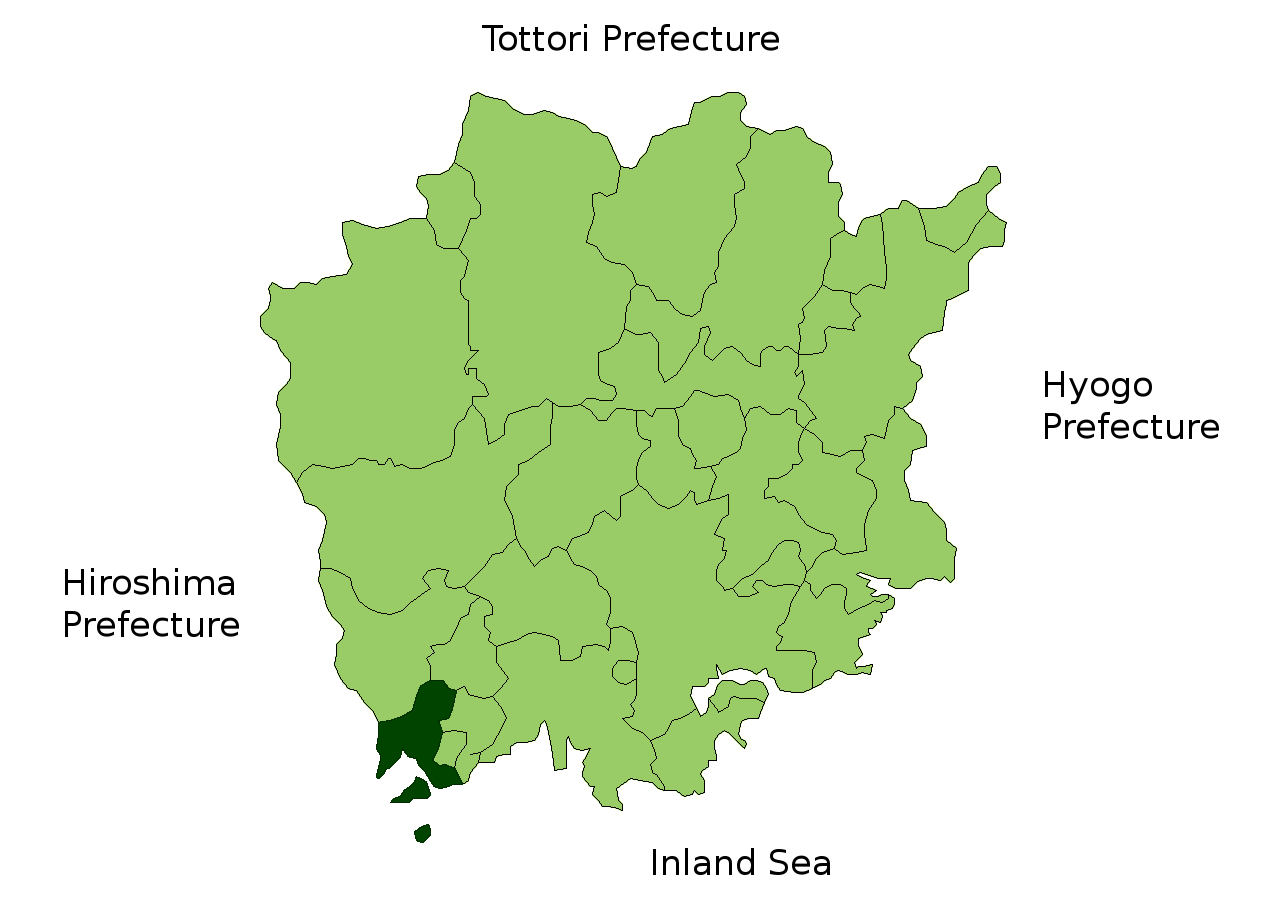

Kasaoka (笠岡市 Kasaoka-shi?) este un municipiu din Japonia, prefectura Okayama.